# Morrison’s Land

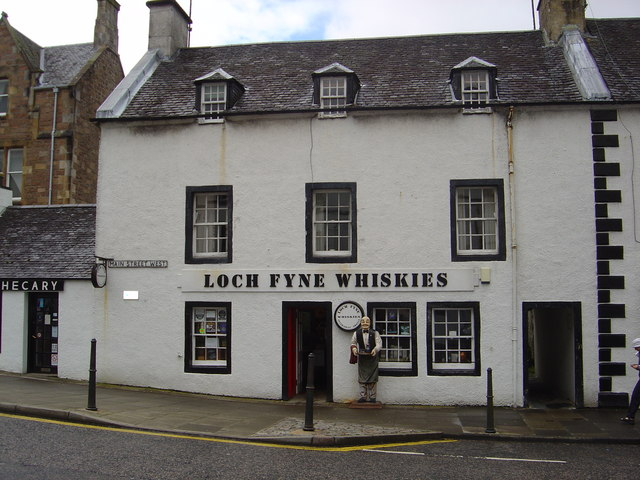
Morrison’s Land

Morrison’s Land ist ein Wohn- und Geschäftsgebäude in der schottischen Stadt Inveraray in der Council Area. Es befindet sich in der Main Street direkt nordöstlich der Inveraray Parish Church und liegt somit direkt an der A83, die den Süden der Region bis zur Halbinsel Kintyre an den Central Belt anschließt. Das Gebäude wurde im Jahre 1767 errichtet. 1966 wurde Morrison’s Land in die schottischen Denkmallisten in der höchsten Kategorie A aufgenommen.

## Beschreibung
Das Gebäude weist die Merkmale der Georgianischen Architektur auf. Es ist zweistöckig und entlang der Vorderfront mit Sprossenfenstern ausgestattet. Morrison’s Land schließt mit einem Satteldach ab, aus welchem drei Dachgauben mit Walmdächern zur Vorderfront abgehen. Alle Dächer sind mit Schieferschindeln gedeckt. Ebenerdig ist ein Kaufladen untergebracht, während der Rest des Gebäudes als Wohnfläche dient. Ein einfacher Torweg an der rechten Gebäudeseite führt auf einen umbauten Innenhof. Dort befindet sich ein ähnliches Gebäude, das über einen Seitenflügel mit dem Vorderhaus verbunden ist. Vom Innenhof führt eine Wendeltreppe mit Kegeldach zu den oberen Stockwerken.